# ایلی‌ثیا
ایلی‌ثیا (به یونانی: Εἰλείθυια)، الههٔ مرتبط با فرزندزایی و وضع حمل در یونان باستان بود.
وی دختر زئوس و هرا و تحت فرمان هرا بود. هرا هنگام تولد آپولون و آرتمیس، از او خواست نزد لتو نرود. اما ایزدان دیگر با دادن رشوه او را نزد لتو بردند. هرا توسط او تولد هراکلس را به عقب انداخت تا ائوروستئوس زودتر به دنیا بیاید.